# Sistema d'Identificació Automàtica

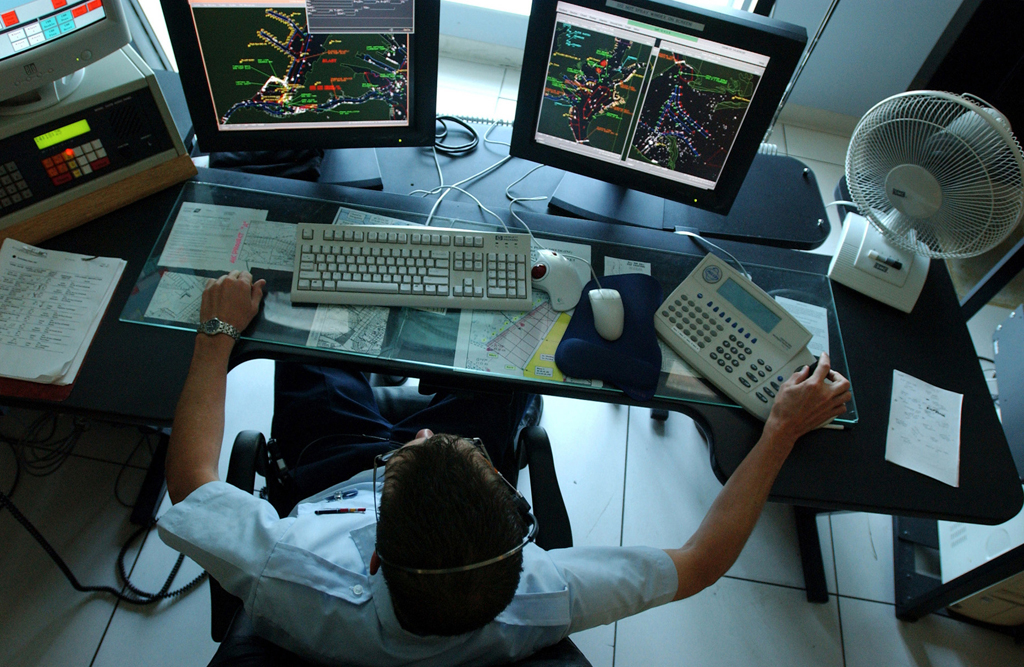
Un especialista en operacions de la Guàrdia Costera dels EUA que utilitza AIS i radar per gestionar el trànsit de vaixells.

El sistema d'identificació automàtica ( AIS ) és un sistema de seguiment automàtic que utilitza transceptors als vaixells i és utilitzat pels serveis de trànsit de vaixells (VTS). Quan s'utilitzen satèl·lits per rebre signatures AIS, s'utilitza el terme Satellite-AIS (S-AIS). La informació AIS complementa al radar nàutic, que continua sent el mètode principal per evitar col·lisions per al transport marítim. Encara que tècnicament i operacionalment diferent, el sistema ADS-B és anàleg a AIS i realitza una funció similar per a les aeronaus.

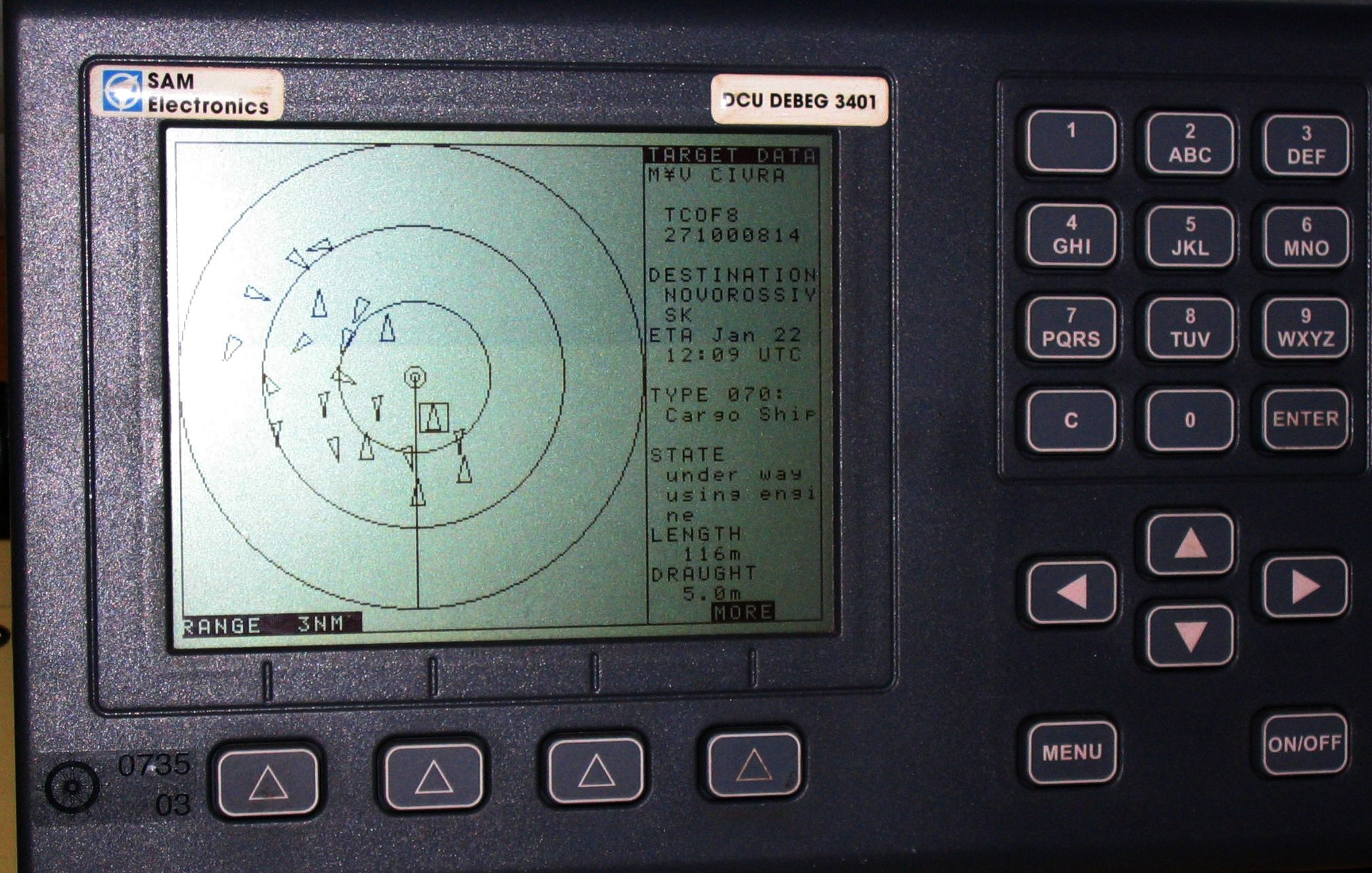
Equip electrònic AIS mostrant la distància i rumb dels vaixells propers.

La informació proporcionada per l'equip AIS, com ara la identificació única, posició, rumb i velocitat, es pot mostrar en una pantalla o en un sistema d'informació i visualització de cartes electròniques (ECDIS). L'AIS està pensat per ajudar els oficials de vigilància d'un vaixell i permetre a les autoritats marítimes fer el seguiment i el seguiment dels moviments del vaixell. AIS integra un transceptor VHF estandarditzat amb un sistema de posicionament com un receptor del sistema de posicionament global, amb altres sensors electrònics de navegació, com un girocompàs o un indicador de velocitat de gir. Els vaixells equipats amb transceptors AIS poden ser rastrejats per estacions base AIS situades al llarg de les costes o, quan es troben fora de l'abast de les xarxes terrestres, a través d'un nombre creixent de satèl·lits equipats amb receptors AIS especials que són capaços de decodificar un gran nombre de signatures.
La Convenció Internacional per a la Seguretat de la Vida Humana al Mar de l'Organització Marítima Internacional exigeix que l'AIS s'instal·li a bord dels vaixells de viatge internacionals amb 300 tones o més de tonatge brut (GT), i tots els vaixells de passatgers independentment de la mida. Per diverses raons, els vaixells poden apagar els seus transceptors AIS.

## Funcionament

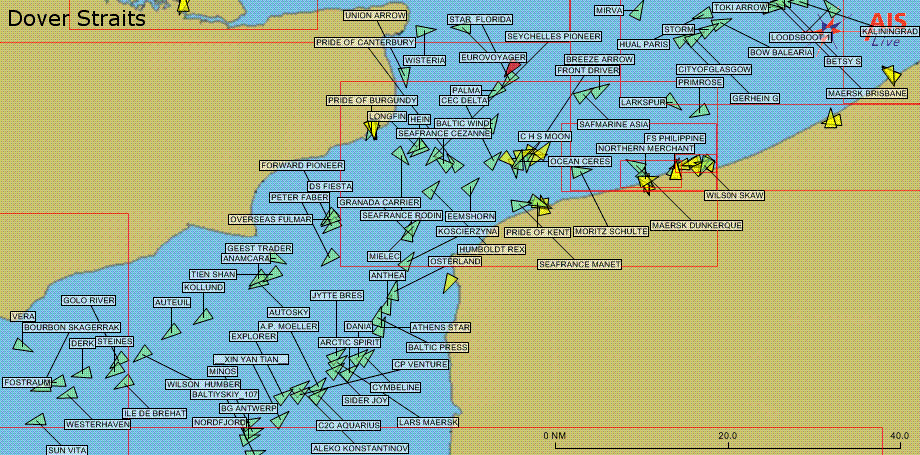
Captura de pantalla mostrant el trànsit naval amb dades LRIT.

L'AIS pretén, principalment, permetre als vaixells veure el trànsit marítim a la seva àrea i ser vists per aquest trànsit. Això requereix un transceptor VHF AIS dedicat que permeti veure el trànsit local en un traçador de cartes o monitor d'ordinador habilitat per AIS mentre transmet informació sobre el mateix vaixell a altres receptors AIS. Les autoritats portuàries o altres instal·lacions a terra només poden estar equipades amb receptors, de manera que puguin veure el trànsit local sense necessitat de transmetre la seva pròpia ubicació. Tot el trànsit equipat amb transceptors AIS es pot veure d'aquesta manera de manera molt fiable, però està limitat al rang VHF, unes 10-20 milles nàutiques.
Si no es disposa d'un traçador adequat, els senyals del transceptor AIS d'àrea local es poden veure mitjançant un ordinador mitjançant una de les diverses aplicacions informàtiques com ara ShipPlotter, GNU AIS o OpenCPN. Aquests demodulen el senyal d'un radiotelèfon VHF marí modificat sintonitzat a les freqüències AIS i el converteixen en un format digital que l'ordinador pot llegir i mostrar en un monitor; aquestes dades es poden compartir a través d'una xarxa local o d'àrea àmplia, però encara es limitaran a l'abast col·lectiu dels receptors de ràdio utilitzats a la xarxa. Com que les aplicacions de monitorització AIS d'ordinador i els transceptors de ràdio VHF normals no tenen transceptors AIS, poden ser utilitzats per instal·lacions a terra que no necessiten transmetre o com una alternativa econòmica a un dispositiu AIS dedicat per a vaixells més petits per veure el trànsit local, però, per descomptat, l'usuari romandrà sense ser vist per altres trànsit de la xarxa.
Un ús secundari, no planificat i emergent de les dades AIS és fer-les visibles públicament, a Internet, sense necessitat d'un receptor AIS. Les dades globals del transceptor AIS recollides des d'estacions terrestres per satèl·lit i connectades a Internet s'agreguen i estan disponibles a Internet a través de diversos proveïdors de serveis. Les dades agregades d'aquesta manera es poden veure en qualsevol dispositiu amb connexió a Internet per proporcionar dades de posició gairebé globals i en temps real des de qualsevol part del món. Les dades típiques inclouen el nom del vaixell, els detalls, la ubicació, la velocitat i el rumb en un mapa, es poden cercar, tenen un rang global potencialment il·limitat i l'historial està arxivat. La majoria d'aquestes dades són gratuïtes, però les dades de satèl·lit i serveis especials com la cerca als arxius solen oferir-se amb un cost. Les dades són una vista de només lectura i els usuaris no es veuran a la pròpia xarxa AIS. Els receptors AIS basats en la costa que contribueixen a Internet són gestionats principalment per un gran nombre de voluntaris. Les aplicacions mòbils AIS també estan disponibles per utilitzar-les amb dispositius Android, Windows i iOS. Consulteu Enllaços externs a continuació per obtenir una llista de proveïdors de serveis AIS basats en Internet. Els armadors i els expedidors de càrrega utilitzen aquests serveis per trobar i fer un seguiment dels vaixells i les seves càrregues, mentre que els entusiastes del mar poden afegir-hi les seves col·leccions de fotografies.
El sistema AIS pot ser un sistema electrònic independent o formar part d'un altre aparell electrònic. Cal que vagi connectat a un receptor de GPS i a un girocompàs per tal de poder enviar el rumb i coordenades de l'embarcació (latitud i longitud). L'estàndard que s'utilitza habitualment per connectar els diversos instruments electrònics marítims és el NMEA 0183.
Els senyals digitals amb les dades d'embarcacions, ports i ajudes a la navegació s'envien automàticament a través dels canals 87B i 88B (AIS1 161,975 MHz i AIS2 162,025 MHz respectivament) de les freqüències de VHF marítim.

## Desplegament
En el nivell més simple, AIS opera entre parells de transceptors de ràdio, un dels quals sempre està en un vaixell. L'altre pot ser en un vaixell, a terra (terrestre) o en un satèl·lit. Respectivament, representen l'operació vaixell a vaixell, vaixell a costa i vaixell a satèl·lit i segueixen aquest ordre.

## Transceptors AIS basats en vaixells
L'Acord SOLAS de l'OMI de 2002 incloïa un mandat que exigia que la majoria dels vaixells de més de 300 GT en viatges internacionals s'ajustessin a un transceptor AIS de classe A. Aquest va ser el primer mandat per a l'ús d'equips AIS i va afectar aproximadament 100.000 vaixells. L'any 2006, el comitè d'estàndards AIS va publicar l'especificació del transceptor AIS de classe B, dissenyada per permetre un dispositiu AIS més senzill i de baix cost. Els transceptors de classe B de baix cost van estar disponibles el mateix any, provocant l'adopció de mandats per part de nombrosos països i fent que la instal·lació a gran escala de dispositius AIS en vaixells de totes les mides sigui comercialment viable.
Des de 2006, els comitès tècnics d'estàndards AIS han continuat evolucionant l'estàndard AIS i els tipus de productes per cobrir una àmplia gamma d'aplicacions, des del vaixell més gran fins a petits vaixells pesquers i vaixells salvavides. Paral·lelament, els governs i les autoritats han impulsat projectes per adaptar diferents classes de vaixells amb un dispositiu AIS per millorar la seguretat. La majoria dels mandats se centren en vaixells comercials, amb els vaixells d'oci que trien selectivament per adaptar-se. L'any 2010, la majoria dels vaixells comercials que operaven a les vies navegables europees havien d'ajustar-se a una classe A certificada per a vies navegables interiors, tots els vaixells de pesca de la UE de més de 15 m havien de tenir una classe A abans del maig de 2014, i els EUA tenen una extensió pendent de llarg les seves regles d'ajust AIS existents que s'espera que entrin en vigor durant el 2013. S'estima que a partir del 2012, uns 250.000 vaixells han instal·lat un transceptor AIS d'algun tipus, amb 1 milió més necessari per fer-ho en un futur proper i projectes encara més grans en consideració.

## AIS terrestre
L'AIS es va desenvolupar a la dècada de 1990 com una xarxa d'identificació i seguiment d'alta intensitat i curt abast. Els transceptors AIS a bord i terrestres tenen un abast horitzontal que és molt variable, però normalment només fins a uns 74 quilometres (46 mi) . Les limitacions aproximades de propagació de la línia de visió signifiquen que l'AIS terrestre (T-AIS) es perd més enllà de les aigües costaneres. A més dels transceptors operats per l'autoritat portuària i marítima, també hi ha una gran xarxa de propietat privada.

## AIS basat en satèl·lit (S-AIS)
A la dècada de 1990 no es preveia que l'AIS fos detectable des de l'espai. No obstant això, des del 2005, diverses entitats estan experimentant amb la detecció de transmissions AIS mitjançant receptors basats en satèl·lit i, des del 2008, empreses com L3Harris, exactEarth, ORBCOMM, Spacequest, Spire i també programes governamentals han desplegat receptors AIS en satèl·lits. L'esquema d'accés per ràdio d'accés múltiple per divisió temporal (TDMA) utilitzat pel sistema AIS crea problemes tècnics importants per a la recepció fiable de missatges AIS de tot tipus de transceptors: Classe A, Classe B, Identifier, AtoN i SART. No obstant això, la indústria busca abordar aquests problemes mitjançant el desenvolupament de noves tecnologies i, durant els propers anys, és probable que la restricció actual dels sistemes AIS de satèl·lit als missatges de classe A millori dràsticament amb l'addició de missatges de classe B i identificadors.
El repte fonamental per als operadors de satèl·lits AIS és la capacitat de rebre un nombre molt gran de missatges AIS simultàniament des de la gran petjada de recepció d'un satèl·lit. Hi ha un problema inherent a l'estàndard AIS; l'esquema d'accés per ràdio TDMA definit a l'estàndard AIS crea 4.500 intervals de temps disponibles en cada minut, però això pot ser fàcilment superat per les grans petjades de recepció de satèl·lit i el nombre creixent de transceptors AIS, donant lloc a col·lisions de missatges, que el receptor de satèl·lit no pot processar. . Empreses com exactEarth estan desenvolupant noves tecnologies com ABSEA, que s'integraran en transceptors terrestres i basats en satèl·lit, que ajudaran a la detecció fiable de missatges de classe B des de l'espai sense afectar el rendiment de l'AIS terrestre.
L'addició de missatges de classe A i B basats en satèl·lits podria permetre una cobertura AIS realment global, però, com que les limitacions TDMA basades en satèl·lits mai no coincidiran amb el rendiment de recepció de la xarxa terrestre, els satèl·lits augmentaran en lloc de substituir el sistema terrestre.
L'AIS té una transmissió vertical molt més llarga, (que horitzontal, fins a 400 km òrbita de l'Estació Espacial Internacional (ISS).

## Dades AIS
Els sistemes AIS classe A (emissors-receptors) envien la següent informació cada 2-10 segons:
- El Número d'Identificació del Servei Mòbil Marítim (MMSI en anglès), de 9 xifres que identifica l'embarcació.
- L'estat de navegació, per exemple "en ruta".
- Velocitat de superfície, de 0 a 102 nusos, amb una precisió de 0,1 nusos
- La ràtio de gir, de 0 a 720 graus per minut
- Les coordenades UTM
- Rumb
- Hora

A més a més cada 6 minuts s'envia aquesta informació addicional:
- Número MMSI
- Indicatiu per comunicacions de ràdio
- Nom de l'embarcació
- Tipus de vaixell o càrrega
- Dimensions de l'embarcació
- Calat de 0,1 a 25,5 metres
- Destinació
- Temps estimat d'arribada a destinació (a discreció del capità)

## Descripció detallada: unitats de classe A
Cada transceptor AIS consta d'un transmissor de VHF, dos receptors de VHF TDMA, un receptor de trucades selectives digitals (DSC) de VHF i enllaços a sistemes de visualització i sensors a bord mitjançant comunicacions electròniques marines estàndard (com ara NMEA 0183, també coneguda com IEC 61162). El temps és vital per a la correcta sincronització i mapeig de ranures (programació de transmissió) per a una unitat de classe A. Per tant, cada unitat ha de tenir una base de temps interna, sincronitzada amb un receptor del sistema de navegació global per satèl·lit (per exemple, GPS ). Aquest receptor intern també es pot utilitzar per a informació de posició. Tanmateix, la posició normalment la proporciona un receptor extern com ara GPS, LORAN-C o un sistema de navegació inercial i el receptor intern només s'utilitza com a còpia de seguretat de la informació de posició. Una altra informació emesa per l'AIS, si està disponible, s'obté electrònicament dels equips de bord mitjançant connexions de dades marines estàndard. La informació del rumb, la posició (latitud i longitud), la "velocitat sobre el sòl" i la velocitat de gir els proporcionen normalment tots els vaixells equipats amb AIS. També es poden proporcionar altres dades, com ara la destinació i l'ETA.
Un transceptor AIS normalment funciona de manera autònoma i contínua, independentment de si està operant en mar obert o zones costaneres o interiors. Els transceptors AIS utilitzen dues freqüències diferents, canals marítims VHF 87B (161.975 MHz) i 88B (162.025 MHz) i utilitzeu 9,6 Modulació de la codificació mínima gaussiana de desplaçament (GMSK) kbit/s superior a 25 Canals kHz que utilitzen el protocol de paquets de control d'enllaç de dades d'alt nivell (HDLC). Tot i que només cal un canal de ràdio, cada estació transmet i rep per dos canals de ràdio per evitar problemes d'interferències i per permetre que els canals es canviïn sense pèrdua de comunicacions d'altres vaixells. El sistema proporciona una resolució automàtica de conflictes entre ell mateix i altres estacions, i la integritat de les comunicacions es manté fins i tot en situacions de sobrecàrrega.
Per tal d'assegurar que les transmissions VHF de diferents transceptors no es produeixin al mateix temps, els senyals es multipliquen en el temps mitjançant una tecnologia anomenada accés múltiple per divisió de temps autoorganitzat (SOTDMA). El disseny d'aquesta tecnologia està patentat, i si s'ha renunciat a aquesta patent per a l'ús dels vaixells SOLAS és un tema de debat entre els fabricants de sistemes AIS i el titular de la patent, Håkan Lans. A més, l'Oficina de Patents i Marques dels Estats Units (USPTO) va cancel·lar totes les reclamacions de la patent original el 30 de març de 2010.

## Descripció detallada: Receptors AIS
Diversos fabricants ofereixen receptors AIS, dissenyats per controlar el trànsit AIS. Aquests poden tenir dos receptors, per controlar ambdues freqüències simultàniament, o poden canviar entre freqüències (per tant, falten missatges a l'altre canal, però a un preu reduït). En general, sortiran dades RS-232, NMEA, USB o UDP per a la seva visualització en traçadors de gràfics electrònics o ordinadors. A més de ràdios dedicades, es poden configurar ràdios definides per programari per rebre el senyal.

## Especificacions tècniques[7]
AIS utilitza els canals 87 i 88 de la banda marina assignats globalment.
AIS utilitza la part alta del dúplex de dos "canals" de ràdio VHF (87B) i (88B)
- Canal A 161.975 MHz (87B)
- Canal B 162.025 MHz (88B)

Els canals simplex 87A i 88A utilitzen una freqüència més baixa, de manera que no es veuen afectats per aquesta assignació i encara es poden utilitzar tal com s'ha designat per al pla de freqüències del mòbil marítim.
La majoria de les transmissions AIS es componen de ràfegues de diversos missatges. En aquests casos, entre missatges, el transmissor AIS ha de canviar de canal.